# یانلیزجا (قره‌تاش)
یانلیزجا (به ترکی استانبولی: Yanlızca) یک منطقهٔ مسکونی در ترکیه است که در قره‌تاش (شهر) واقع شده‌است.